# Canterbury, New South Wales
Canterbury är en del av en befolkad plats i Australien. Den ligger i kommunen Canterbury och delstaten New South Wales, i den sydöstra delen av landet, omkring 10 kilometer sydväst om delstatshuvudstaden Sydney. Antalet invånare är 5 417.
Runt Canterbury är det mycket tätbefolkat, med 3 895 invånare per kvadratkilometer.. Närmaste större samhälle är Sydney, omkring 10 kilometer nordost om Canterbury. 
Runt Canterbury är det i huvudsak tätbebyggt. Genomsnittlig årsnederbörd är 1 380 millimeter. Den regnigaste månaden är februari, med i genomsnitt 200 mm nederbörd, och den torraste är juli, med 36 mm nederbörd.